# 4TP
Der PZInż. 140 (oft auch 4TP genannt) war ein leichter Panzer, der vom staatlichen Ingenieurbüro PZInż kurz vor dem Zweiten Weltkrieg für die polnischen Streitkräfte entwickelt und von dem ein Prototyp gefertigt und getestet wurde.

## Entwicklung
Im Jahr 1929 beschloss der Generalstab der polnischen Armee, den aktuell im Einsatz befindlichen Renault FT zu ersetzen. Zum einen, weil sich die Einsatzanforderungen verändert hatten und zum anderen weil der Renault FT für die damaligen Ansprüche als veraltet galt. Im selben Jahr wurden zehn Carden-Loyd Mk.VI-Tanketten gekauft. Nach Abschluss der Erprobung entstand aus diesen modifizierten Fahrzeugen die TKS-Tankette.
Zwei Jahre später, 1931, wurde eine TK-3-Tankette mit einem kleinen Maschinengewehr in einem Turm modifiziert. Diese modifizierte Version erhielt die Bezeichnung TKW. 1935 wurde dieses Fahrzeug aufgegeben. Im technischen Büro der Staatlichen Ingenieurbauwerke (PZInż) (polnisch: Państwowe Zakłady Inżynierii) in Ursus bei Warschau wurde unter der Leitung des Ingenieurs Edward Habich seit 1932 eine Studie für einen leichten Kampfwagen durchgeführt. Diese Studie wurde durch die leichten Panzer von Vickers, dem Carden-Loyd Mk.I und Mk.II, inspiriert. Die eigene Werksbezeichnung dieses neuen Panzers lautete PZInż. 140.
Am 16. Dezember 1936 wurden die Studien abgeschlossen, mit detaillierten Entwürfen vorgestellt und in das „Mehrjahresprogramm zur Modernisierung der Panzertruppen der polnischen Armee für die Jahre 1936–1942“ aufgenommen. Genehmigt wurde dieses Programm von dem Ausschuss für Rüstung und Ausrüstung des Ministeriums für militärische Angelegenheiten (KSUS) (polnisch: Komitet do Spraw Uzbrojenia i Sprzętu Ministerstwa Spraw Wojskowych). Der Plan war, dass der PZInż. 140 zur Ausrüstung von 18 Aufklärungskompanien verwendet werden sollte.

## Prototyp
Am 15. August 1937 wurde ein Prototyp an die polnische Armee übergeben. Anfang November fuhr der Prototyp bei der sogenannten „Herbstrally“ von 1937 mit. Eine 1861 km lange Erprobungsfahrt quer durch Polen. Unter anderem fuhren bei dieser Rally auch der Schwimmpanzer PZInż. 130 und der Traktor PZInż. 152 mit, welche das gleiche Fahrgestell wie der PZInż. 140 besaßen. Während der Rally erwies sich der Panzer als zuverlässig, da er leicht zu warten war.
Am Ende der Erprobung wurde der Panzer zum Werk von PZInż. zurückgebracht und es wurden einige kleine Verbesserungen und Reparaturen vorgenommen. 1938 wurde die Erprobung fortgesetzt. Im Juni/Juli des gleichen Jahres wurde der PZInż. 140 mit einem Prototyp der 20-mm-Automatikkanone wz.38 FK-A getestet. Ein einberufenes Expertenkomitee bewertete den Panzer als „moderne und erfolgreiche Konstruktion, welche nach einigen kleinen Verbesserungen serientauglich sei“. Das Hauptproblem sei die Aufhängung, welche zwar zuverlässig und elastisch, jedoch für den Panzer zu weich war. Dies brachte ihn mehrfach stark ins Wanken, was ein effizientes Feuern während der Fahrt nahezu unmöglich machte. Auch waren die Materialien nicht sehr haltbar, was zum Abbruch der Umlenkrollen führte. Auch das Getriebe bereitete dem Komitee Probleme. All diese Nachteile waren jedoch auf die beim Prototyp verwendeten Materialien zurückzuführen und ließen sich bei einer Serienfertigung leicht beseitigen.
Im Mai 1939 fanden die letzten Versuche mit dem Prototyp des PZInż. 140 statt. Insgesamt legte der Panzer 4300 km ohne einen ernsthaften Ausfall zurück. Zu einer Serienproduktion kam es jedoch nicht mehr. Der polnische Generalstab kam zu dem Schluss, dass die Konstruktion des Panzers bei seiner Indienststellung nicht mehr den Anforderungen des künftigen Schlachtfeldes entsprechen würde. Diese Schlussfolgerung beruhte unter anderem auf einer Analyse der Panzergefechte im Spanischen Bürgerkrieg. Die Aufgabe der Kampfaufklärung sollte durch besser bewaffnete und gepanzerte leichte Panzer wie den 7TP erfüllt werden.

## Technische Beschreibung
Angetrieben wurde der PZInż. 140 durch einen 4-Takt Benzinmotor (PZInż. 425) mit 95 PS bei 3600/min. Der Motor war wassergekühlt und hatte einen Hubraum von 3880 cm³. Es gab Überlegungen einen mit Benzin angetrieben 6-Zylinder-Reihenmotor (PZInż. 725) mit 100–120 PS und 5180 cm³ einzubauen. Nach einigen Informationen wurde dieser Motor auch 1938 oder 1939 eingebaut. Seinen Treibstofftank hatte der Panzer am Heck mit einem Fassungsvermögen von ca. 300 l. Um die Kraft des Motors auf die Straße zu bringen, wurde eine trockene Mehrscheiben-Hauptkupplung eingebaut. Diese hatte vier Vorwärtsgänge und einen Rückwärtsgang.
Das Fahrwerk bestand aus jeweils einem vorderen Antriebsrad und einer hinteren Umlenkrolle. Weiterhin gab es auf jeder Seite vier einzelne, gummibereifte Laufräder. Die Räder waren einzeln durch Drehstäbe gefedert und paarweise auf einem Drehgestell mit einer je einer Umlaufrolle aufgehängt. Die Panzerkette bestand jeweils aus 87 Gliedern mit einer Breite von 260 mm. Der Panzer hatte eine Spurweite von 1,80 m.
Der Rumpf des PZInż. 140 bestand aus vernieteten Walzblechen mit 4–17 mm Panzerung an der Wanne. Der Mannschaftsraum befand sich auf der linken, der Motorraum auf der rechten Seite. Die Besatzung setzte sich aus dem Fahrer und dem Kommandanten, der gleichzeitig auch Kanonier war, zusammen. Vor dem Mannschaftsraum befand sich der Fahrersitz und rechts davon das Getriebe. Für den Fahrer gab es eine einteilige Luke mit einer keinen Sichtluke und einem Sichtschlitz. Als modern wurde auch das umkehrbare Periskop für den Fahrer angesehen, welches von Rudolf Gundlach entworfen wurde. Über dem Mannschaftsraum gab es einen nach links versetzten Ein-Mann-Turm, in welchem der Kommandant seinen Platz hatte. Der Turm hatte eine zweiflügelige Tür in der Rückwand und eine Luke auf dem Dach. Außerdem sollte er ebenfalls mit einem umkehrbaren Periskop ausgestattet werden. Die Turmbewegung erfolgte manuell. In den Serienpanzern sollten auch Funkgeräte eingebaut werden.
Der einzige Prototyp des PZInż. 140 hatte keine Bewaffnung. Im Juni/Juli 1938 wurden jedoch Test mit einer 20-mm-Maschinenkanone Nkm wz.38 FK durchgeführt. Sie sollte die Hauptbewaffnung sein mit einem geplanten 7,92 mm ckm wz.30 als koaxiales Maschinengewehr im Turm. Mitführen sollte der Panzer 200 bis 250 Schuss 20 mm Munition und 2500 Maschinengewehr-Patronen. Der Turm ähnelte sehr stark dem des 7TP, war jedoch kleiner und besaß eine Luke an der Rückwand. Es gab auch Ideen, den Panzer mit einer 37 mm wz.37 auszurüsten, jedoch erwies sich der Einbau eines größeren, Zwei-Mann-Turm wie beim 7TP als unmöglich. Der Durchmesser dieses Turms wäre zu groß und hätte umfassende Änderungen am Chassis mit sich gebracht. Der Turm hatte eine Panzerung von 5–13 mm.
Der einzige gebaute Prototyp war braun-grün lackiert. Die Serienpanzer sollten in einem Standardtarnschema, bestehend aus den drei Farben grauer Sand und dunkles Braun (Sepia) über Braun-Grün (Grundfarbe) lackiert werden. Der Innenraum wurde in Sandfarbe gestrichen.